# Dalida au Palais des Sports 1980
| Recensione | Giudizio |
| ---------- | -------- |
| Discogs    |          |

Dalida au Palais des Sports 1980 è il quarto ed ultimo album live della cantante italo-francese Dalida, pubblicato nel 1980 da Carrere.
Questo album contiene due dischi e presenta la quasi totalità dei brani dello spettacolo che la cantante tenne dal 5 al 20 gennaio 1980 al Palais des Sports di Parigi.
Per questa tournée Dalida canterà sia alcuni dei suoi brani più famosi come Il venait d'avoir 18 ans, Laissez-moi danser, Gigi l'amoroso e Je suis malade sia alcune canzoni di fama internazionale, come Quand on n'a que l'amour di Jaques Brel e La Vie en rose di Édith Piaf.
L’album riscontrerà molto successo, proprio come le serate stesse, vendendo ben 575 000 copie in Francia.
Venne successivamente ristampato postumo in CD nel cofanetto Les plus beaux concerts de Dalida del 1993. L'unica differenza, oltre alla copertina ed al formato, sta nell'inclusione del live di Pour ne pas vivre seul, brano che nel disco originale non era comparso.

## Tracce

### Disco 1

#### Lato A
1. Je suis toutes les femmes (assieme a questa traccia è stata inserita un'introduzione musicale intitolata In the Stone)
2. Le Lambeth Walk
3. Comme disait Mistinguett
4. Alabama song
5. La vie en rose (versione 1976)
6. Quand on n'a que l'amour (versione 1979)

#### Lato B
1. Il faut danser reggae (assieme a questa traccia è stato anche inserito uno Sketch dal titolo Le paravent de Dalida)
2. Gigi l'amoroso
3. Gigi in Paradisco

### Disco 2

#### Lato C
1. Mon frère le soleil
2. Avec le temps
3. Salma ya salama
4. Monday, Tuesday… Laissez-moi danser
5. Money, money

#### Lato D
1. Il venait d'avoir 18 ans
2. Je suis malade
3. Ça me fait Rêver (medley)